# کپر

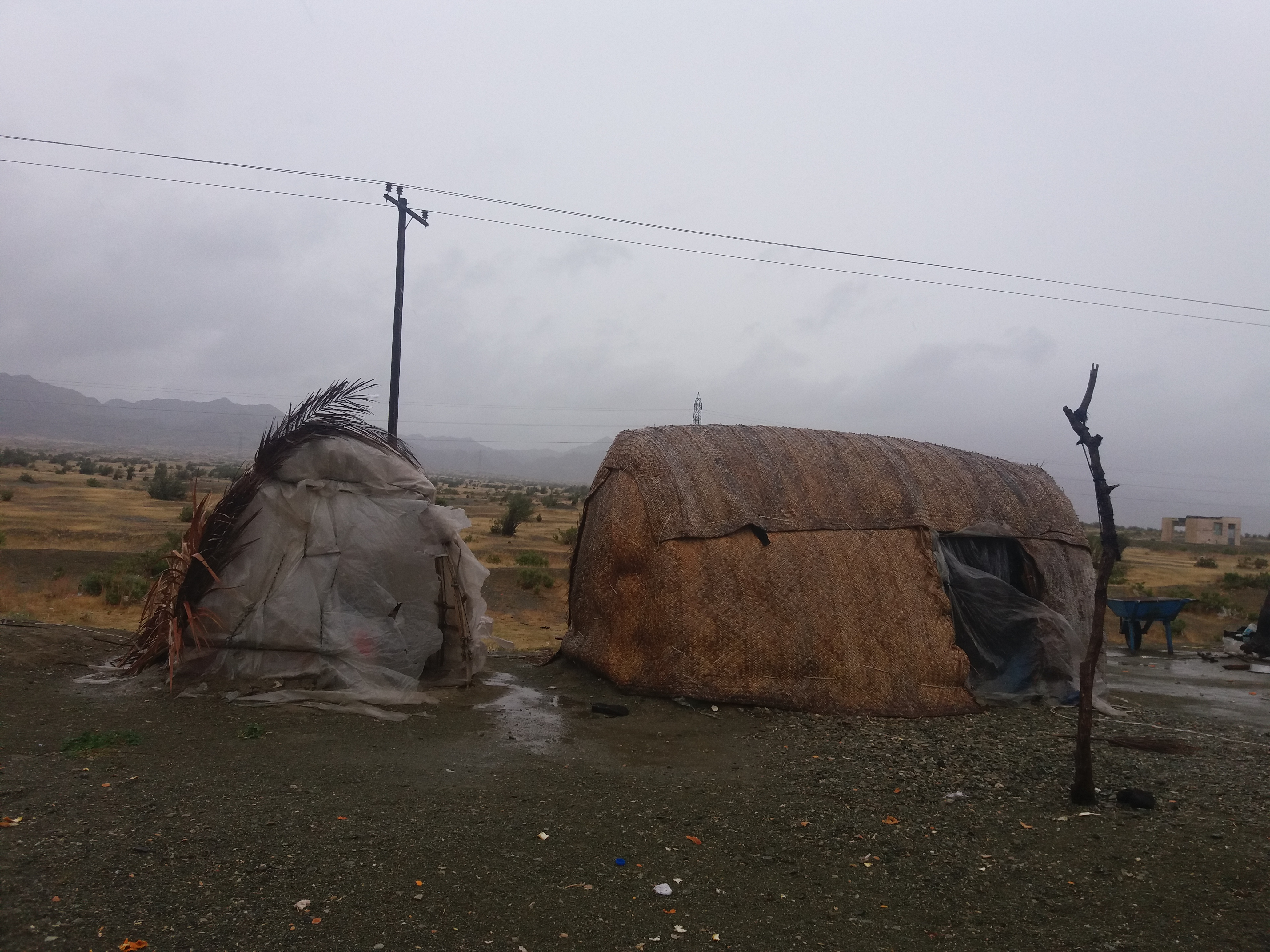
کپری در حوالی بندرعباس

کَپَر نام گونه‌ای اقامتگاه سایه‌بانی در جنوب ایران از جمله استان سیستان و بلوچستان، مناطق گرم در غرب استان هرمزگان و منطقه شهرستان بستک و جنوب استان کرمان است. مردمان کوخرد و بخش کوخرد و روستاهای توابع و مناطق مجاور برای استراحت روزانه خود کپر می‌ساختند، مخصوصاً آنهایی که در فصل تابستان و گرما به پشت رودخانه می‌رفتند و در نخلستان‌های خودشان در موسم ثمر نخل چند ماه در آنجا می‌ماندند، چند کپر می‌ساختند یکی برای نشستن در سایهٔ آن، دیگری برای سایه‌بان ظرف آب، و دیگری برای مطبخ، همچنین در کنار زمینهای کشاورزی خود و حتی به علت کمبود درآمد جهت ساخت خانه و منزل برای نشیمن و زندگی در آن کپر می‌ساخته‌اند. کپر مانند سجم است اما از سجم بلندتر است، فقط اختلاف در استعمال آن این است که هنگام شب بر روی سجم می‌خوابند، اما کپر در روز مورد استفاده دارد و در سایهٔ آن می‌نشینند.

## نحوهٔ ساخت کَپَر

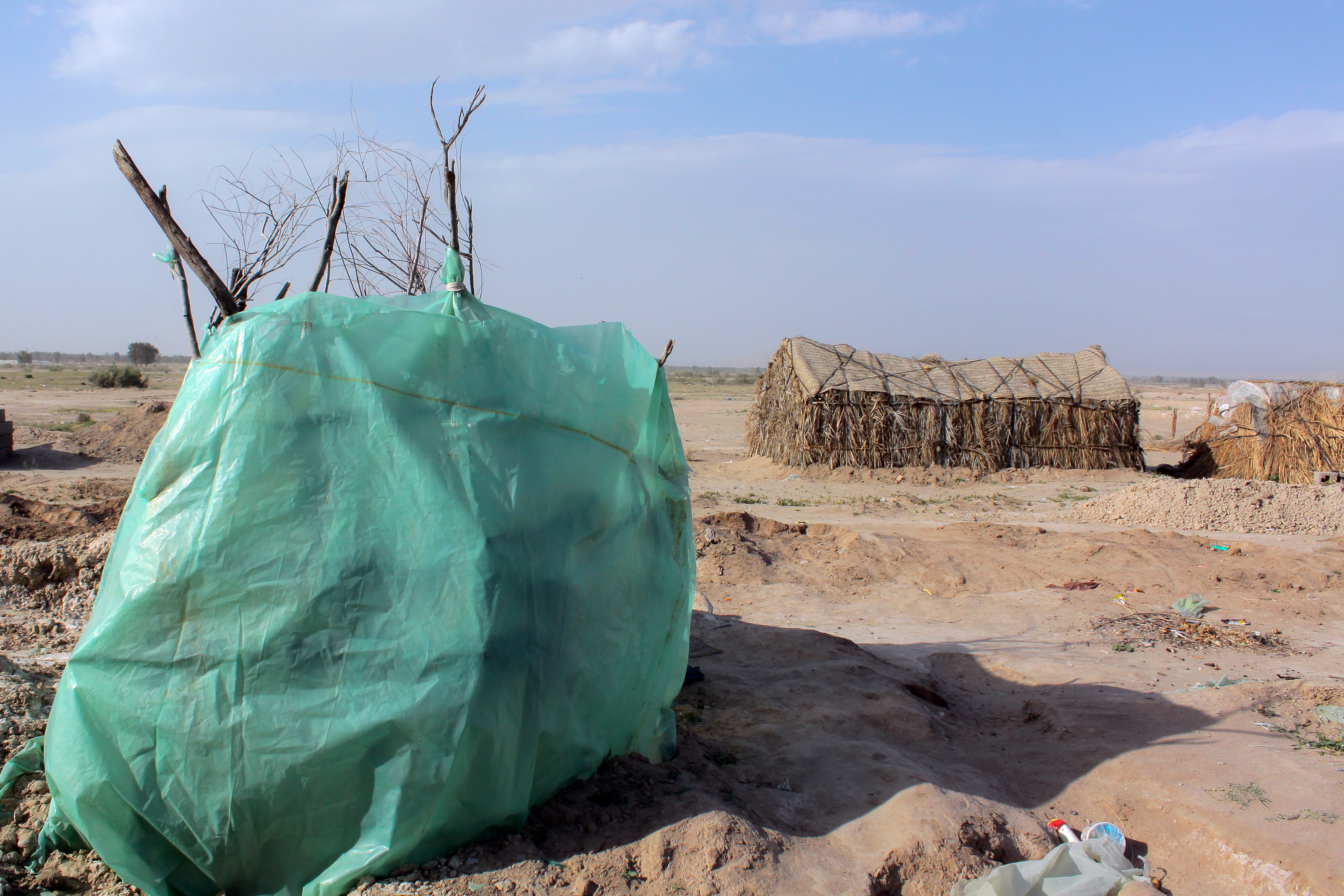
خانه و حمام کپری در روستای عبدالله آباد در حوالی شهر عنبرآباد کرمان

کپر از تنه نخل (مُوغ / مُغ) و شاخه و برگ آن ساخته می‌شود. ۴ عدد تنهٔ نخل ساقط شده را در زمین جا می‌دهند و در بین ۴ ساقه که به شکل مربع یا مستطیل به زمین کرده شده شاخه‌های درخت نخل قرار می‌دهند و به‌وسیله درانی طناب به همدیگر می‌بافند و در بالای و اطراف آن با سِونِد می‌پوشاندند، که یک کپر برای ایجاد سایه و گذاشتن وسایل خود در سایه و استراحت کردن به وجود می‌آید.

## نحوهٔ استفاده از کَپَر
در زمان قدیم مردم دهستان کوخرد و منطقهٔ اطراف آن برای استراحت روزانه در کنار زمین و نخل‌های خود کپر می‌ساختند. همچنین در کنار باغ‌ها نیز برای انبار کردن پیاز و هندوانه و دیگر محصولات برای حفظ آن‌ها از نور آفتاب از کپر استفاده می‌شده‌است. همچنین در کنار رودخانه و در کنار خانه‌های کاهگِلی، جایی نیست که کپر نباشد. همانند سجم، کپر نیز در ضروری است و وجود دارد.

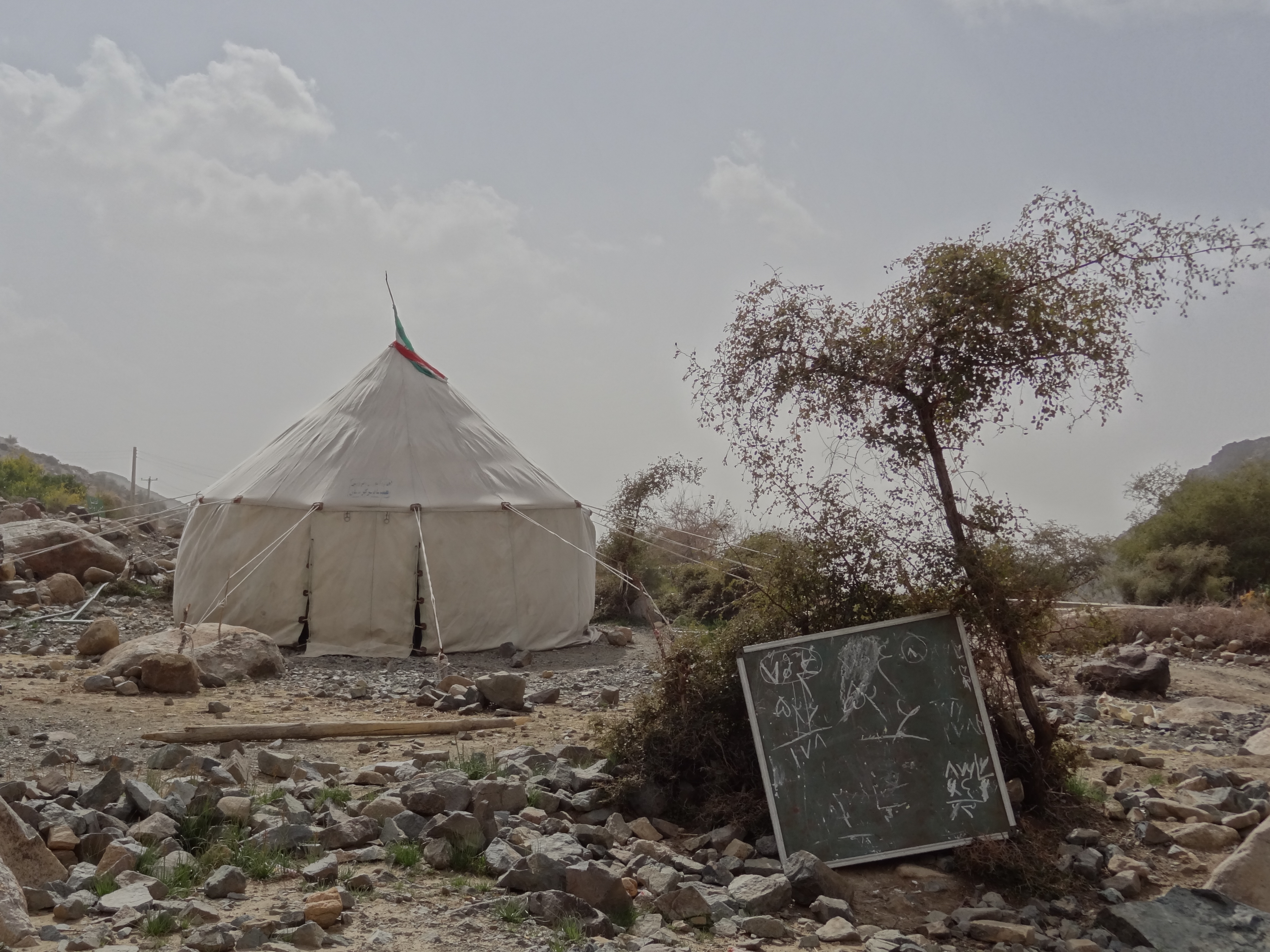
یک مدرسه کپری در روستای تیغ سیاه از بخش جبال بارز جنوبی، حوالی شهر عنبرآباد - سال ۲۰۱۲ میلادی

## نگارخانه

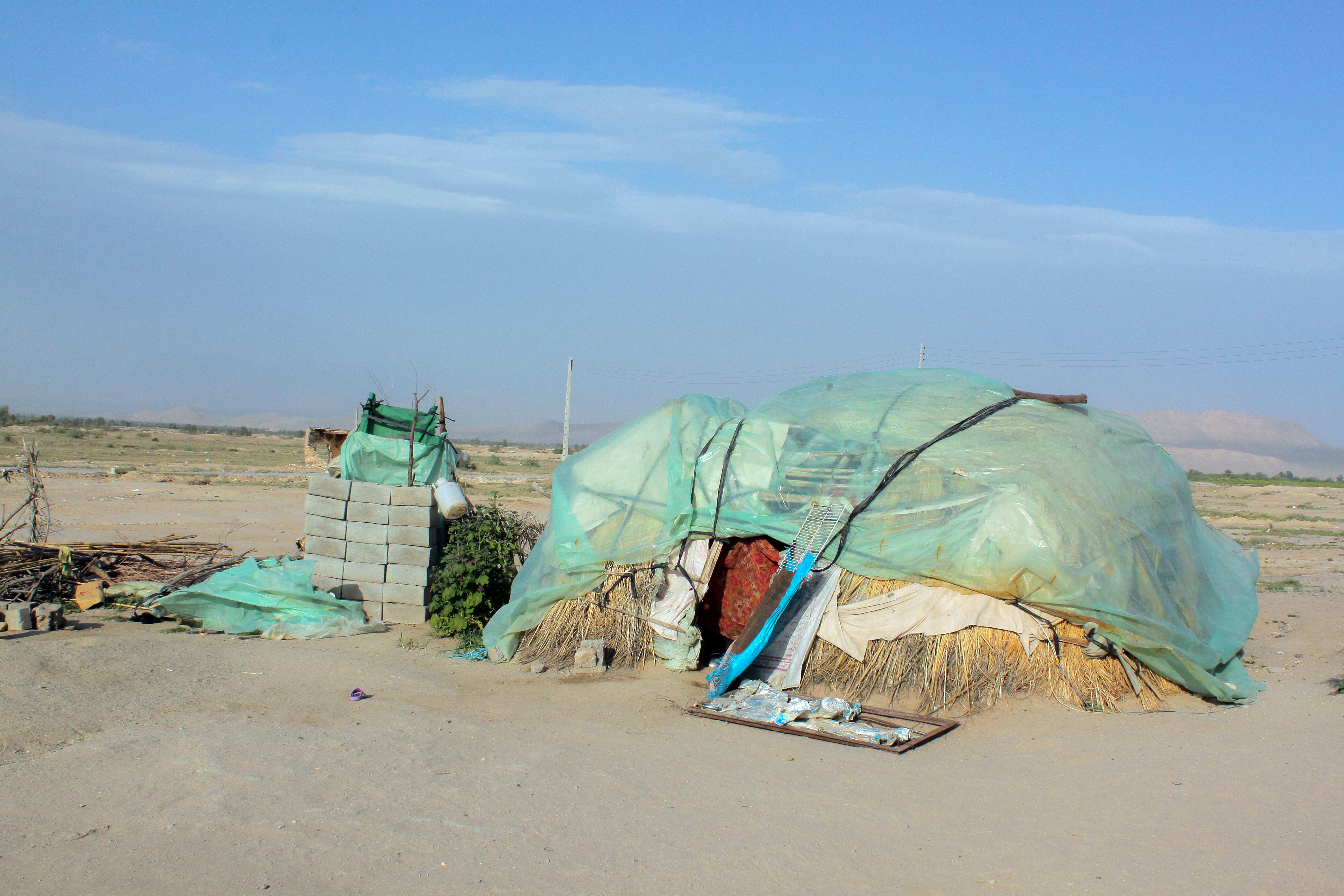
یک خانه و سرویس بهداشتی کپری، روستای نرگسان در جنوب کرمان
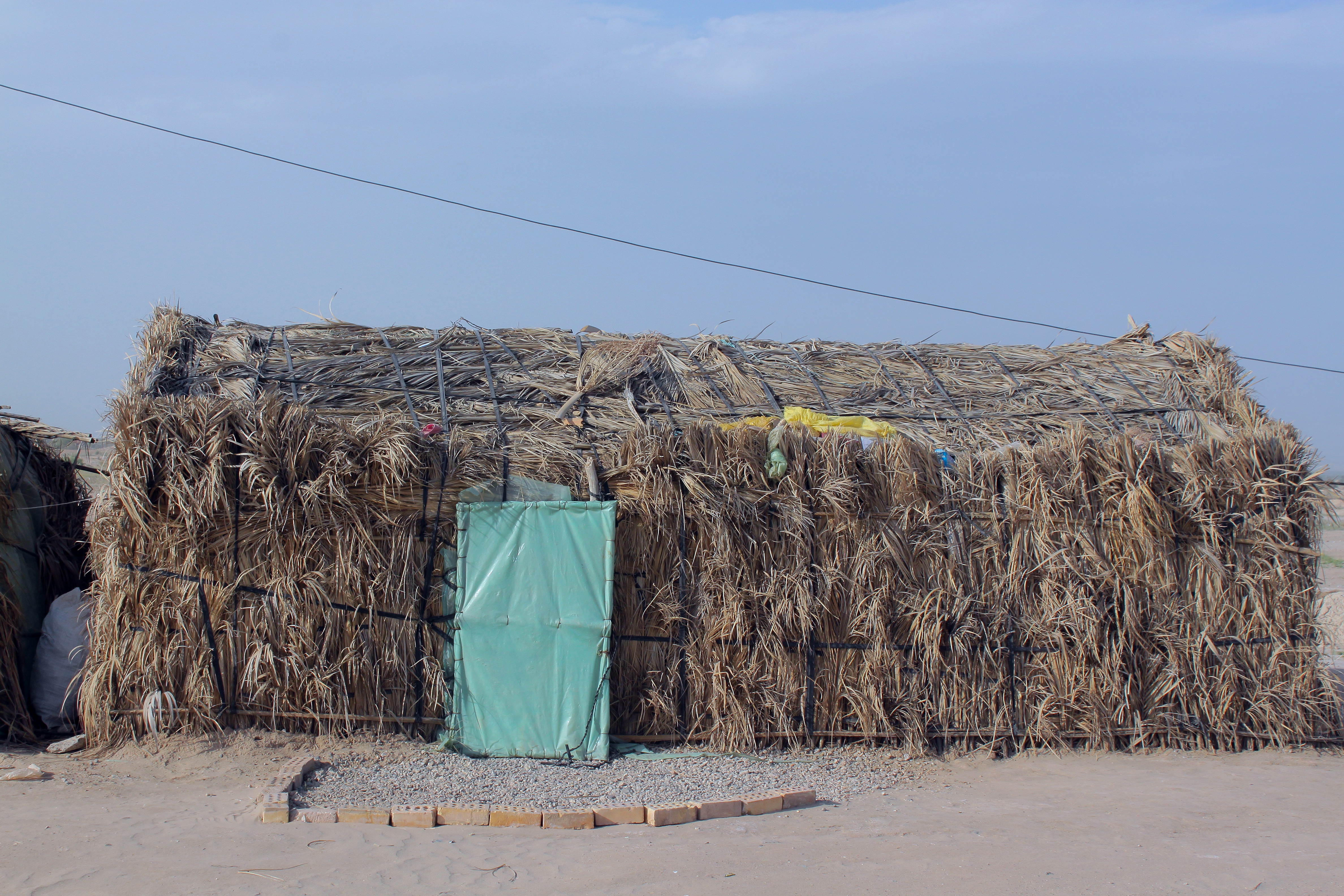
یک خانه کپری در روستای عبدالله آباد جنوب کرمان
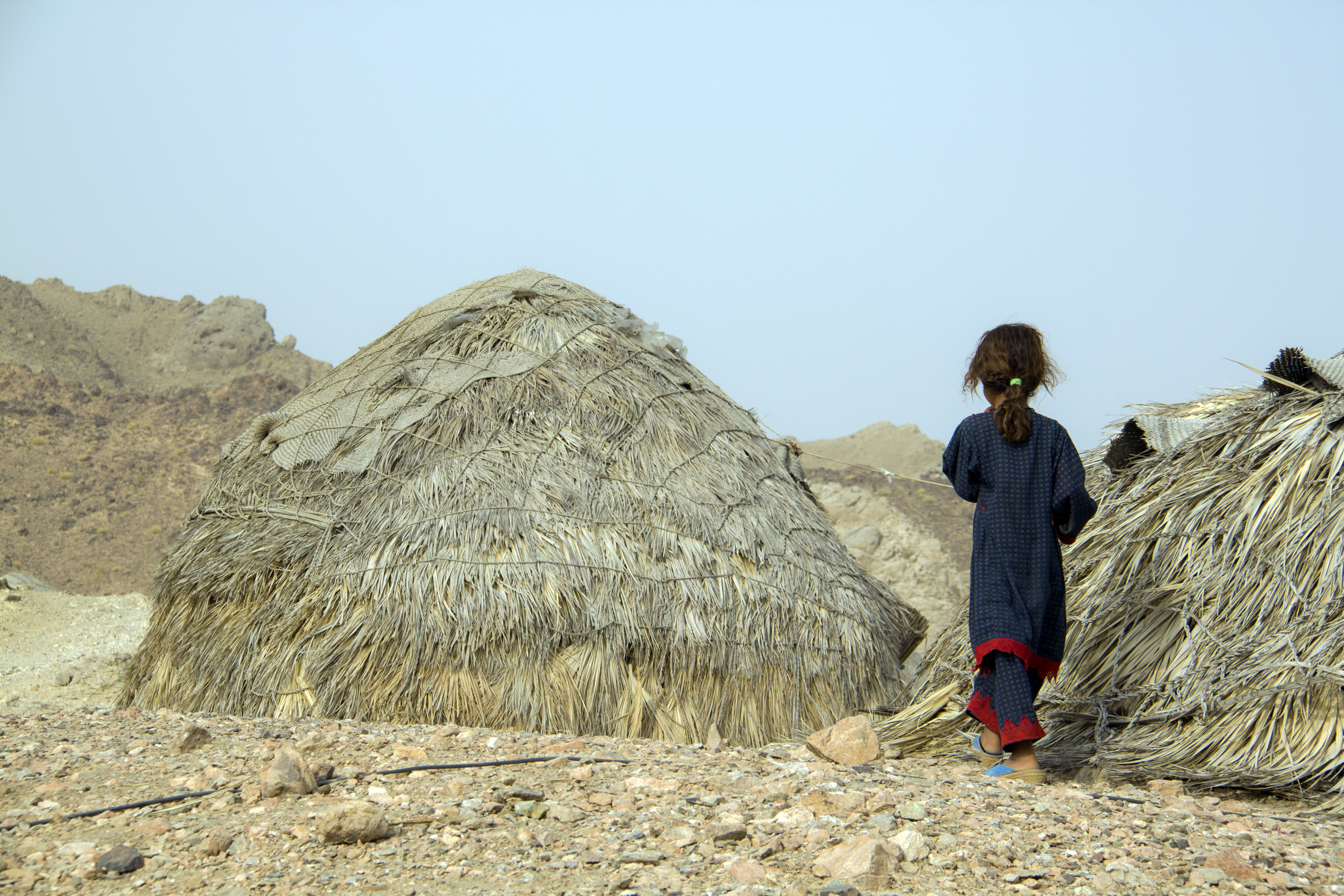
کپری در روستای قلعه گنج در استان سیستان و بلوچستان
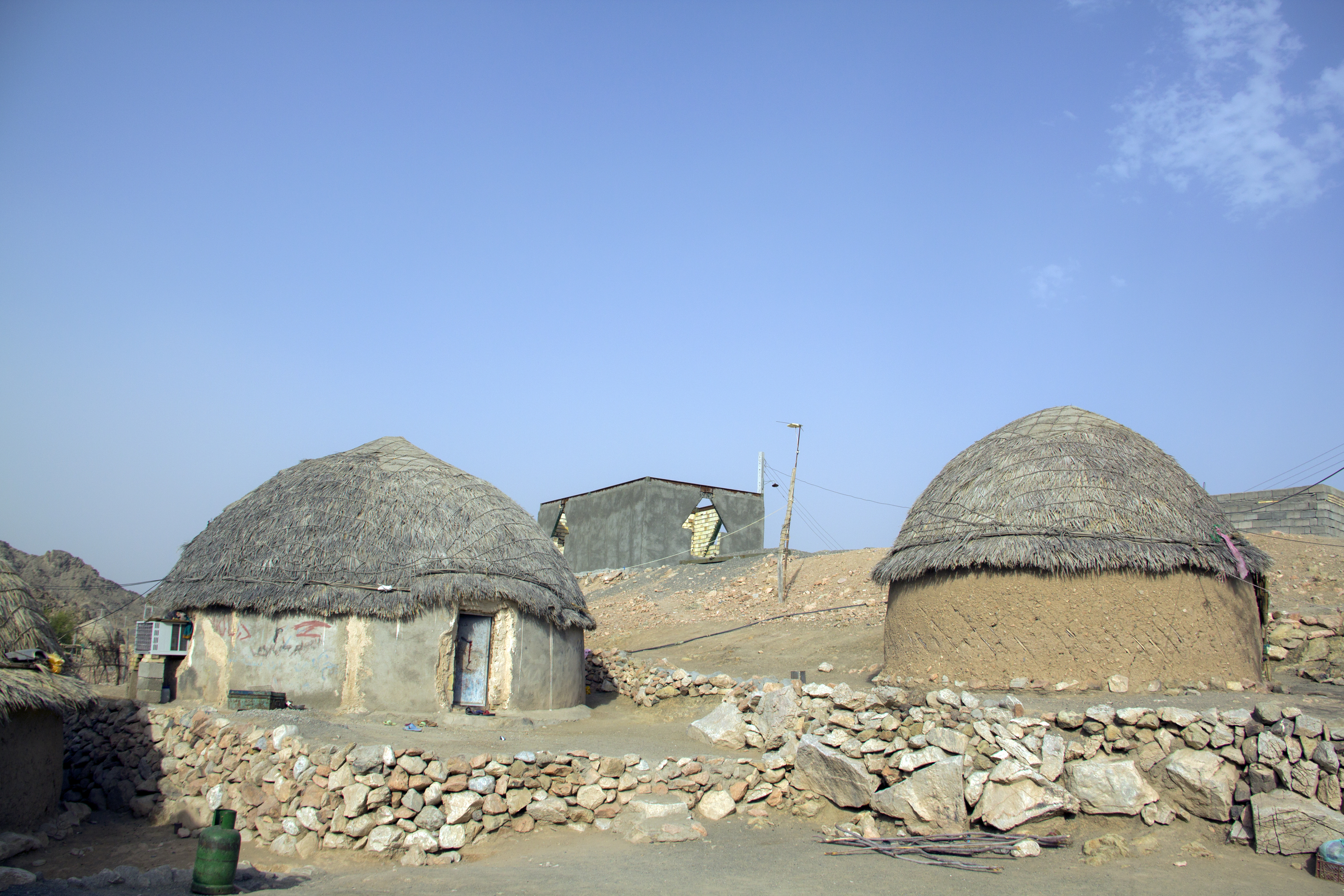
خانه‌های کپری، روستای مردهک، استان سیستان و بلوچستان
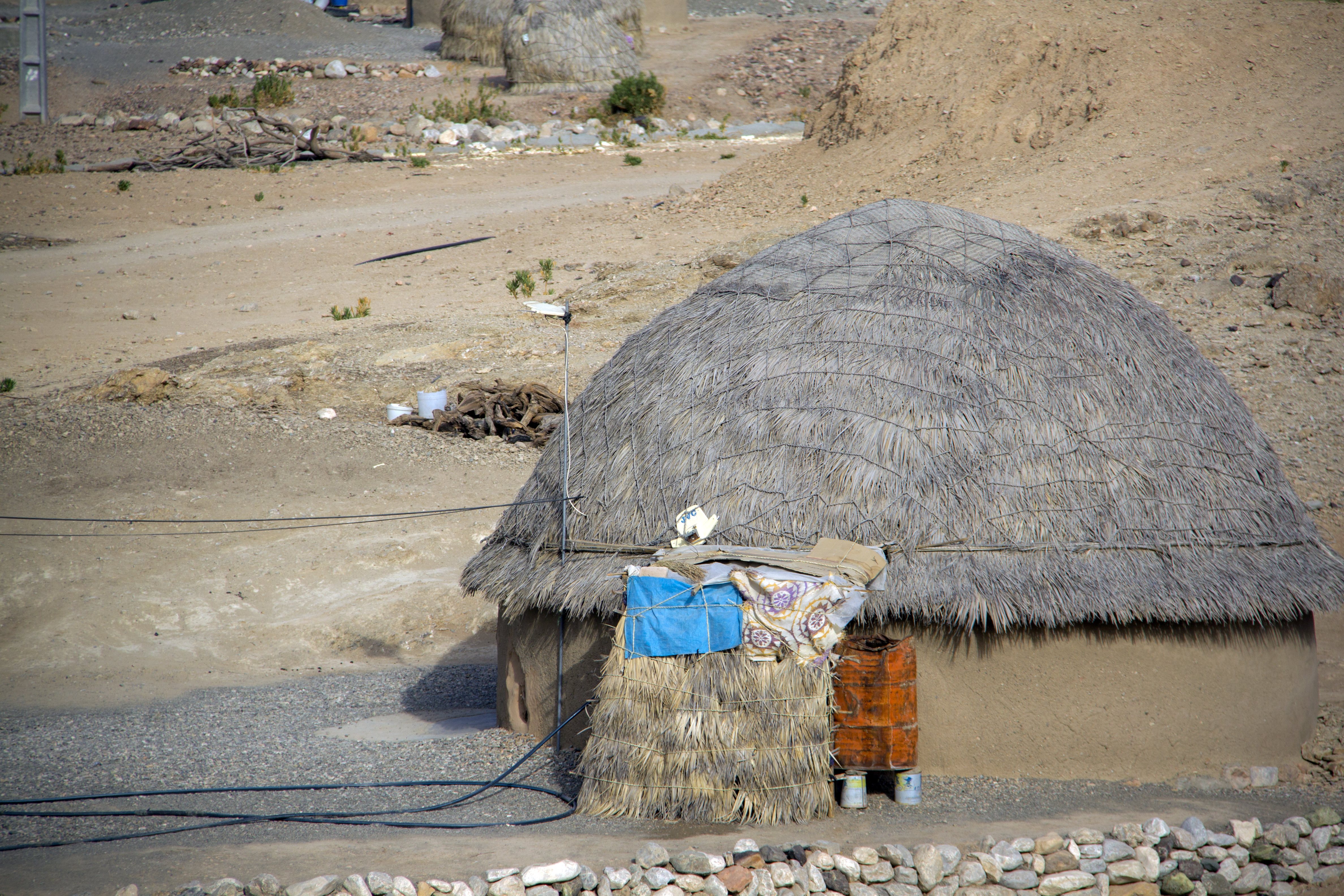
خانه کپری در روستای سرمیدان از توابع سیستان و بلوچستان
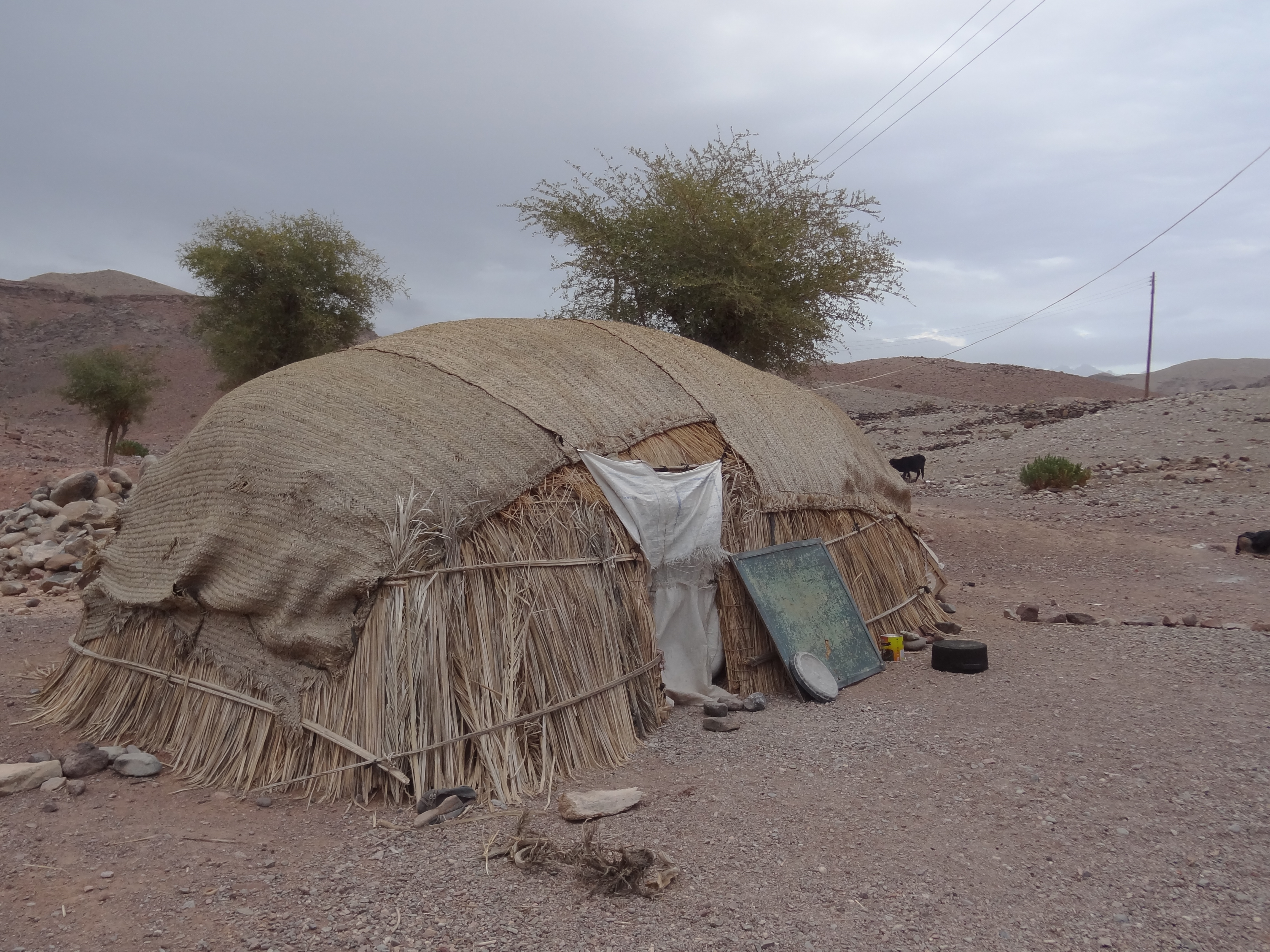
خانه کپری در جنوب استان کرمان